# Chronozone
 (décembre 2016).
Améliorez-le ou discutez des points à vérifier. 
 (janvier 2012).
Si vous disposez d'ouvrages ou d'articles de référence ou si vous connaissez des sites web de qualité traitant du thème abordé ici, merci de compléter l'article en donnant les références utiles à sa vérifiabilité et en les liant à la section « Notes et références ».
Une chronozone est une subdivision chronologique utilisée en sciences de la Terre et basée sur une biozone (unité biostratigraphique). Elle peut être utilisée avec une valeur chronologique relative (antériorité ou postériorité vis-à-vis d'une autre chronozone) ou avec une valeur chronologique absolue (ses limites sont définies par des datations numériques).

## Emploi en chronologie absolue: une nécessaire prudence
L'utilisation, en chronologie absolue, d'une chronozone implique une modification de la nature de la subdivision sans que le nom de la zone soit modifié. Pourtant, le matériel paléontologique qui est à l’origine de la définition de la biozone (et donc de la chronozone) évolue progressivement et de manière non simultanée en tous points du globe, ce qui est difficilement compatible avec une chronologie absolue aux limites universelles et isochrones. De plus, les dates attribuées aux limites sont dépendantes du terrain, où ont été effectués les prélèvements, et des méthodes d’analyses. Elles sont donc susceptibles d’être révisées. Elles doivent donc être accompagnées des références bibliographiques adéquates.
J. Mangerud et ses collaborateurs ont élaboré des subdivisions chronologiques de l'Holocène et du Tardiglaciaire qui présentent un caractère simplificateur, avec des limites arrondies par rapport aux palynozones, tout en conservant leurs dénominations. 
En effet, les subdivisions initialement établies sur le contenu palynologique des sédiments ont acquis, par la suite, une signification climato-stratigraphique et chronostratigraphique, à l'origine d'une confusion stratigraphique, démontrée par DE KLERK P. (2004). Ainsi, il est fréquent de dater des palynozones de l'Alleröd alors que le site originel d'Allerød, au Danemark, n'a jamais permis d'établir un seul diagramme pollinique.
Ce système est donc à manier avec précaution. Il faut donc d'abord considérer les subdivisions locales et régionales, avant de se référer au système des chronozones.

## Chronozones duTardiglaciaire[1]
De la plus ancienne à la plus récente, en années du radiocarbone BP.
- Bölling (13000 à 12000 BP). Cette chronozone regroupe le Dryas ancien inférieur (Ia) et le Bölling (Ib) ;
- Dryas moyen (12000 à 11800 BP) ;
- Alleröd (11800 à 11000 BP) ;
- Dryas récent (11000 à 10000 BP).

## Chronozones de l'Holocène(1982)
(années « calibrées BP »)
- Préboréal : 12080 à 10187 BP
- Boréal : 10187 à 8332 BP
- Atlantique : 8332 à 5166 BP
- Subboréal : 5166 à 2791 BP
- Subatlantique : de 2791 BP à l'Anthropocène

## Subdivisions (2018)
L'Holocène a été subdivisé par la Commission internationale de stratigraphie en trois étages :
- le Greenlandien, s'étendant de 11700 à 8200 années ;
- le Northgrippien, s'étendant de 8200 à 4200 années ;
- le Méghalayen, s'étendant de 4200 années au temps présent.